# 大矢田村
大矢田村（おやだむら）は、かつて岐阜県武儀郡にあった村である。
現在の美濃市の西部に該当する。

## 歴史
- 江戸時代末期、この地域は尾張藩領であった。
- 1889年（明治22年）7月1日 - 町村制により、大矢田村が成立。
- 1954年（昭和29年）4月1日 - 美濃町、洲原村、下牧村、上牧村、藍見村、中有知村と合併し美濃市が発足。同日大矢田村廃止。

## 教育
- 大矢田村立大矢田小学校 （現・美濃市立大矢田小学校）
- 組合立昭和中学校[1]（現・美濃市立昭和中学校）

## 神社・仏閣
- 大矢田神社
- 喪山天神社
古事記、日本書紀にある「喪山」[2]
- 華堂神社
- 道樹寺